# Блерим Река
Блерим Река (на албански: Blerim Reka; на македонска литературна норма: Блерим Река) е юрист от Северна Македония от албански произход.

## Биография
Река е роден на 22 май 1960 година в Скопие. Река завършва Юридическия факултет на Прищинския университет и получава докторска степен от Грацкия университет. В периода 2006 – 2010 година е посланик на Република Македония в Европейския съюз. Река е декан на Факултета по публична администрация на Университета на Югоизточна Европа, както и заместник-ректор на същия университет.
Опозиционните албански партии Алианс за албанците и „Беса“ на 28 февруари 2019 година номират Река за кандидат за президент. На първия тур на изборите на 21 април Река получава 79 888 гласа, или 10,60 % от всички гласове.